# Зорислава Васиљевић
Др Зорислава М. Васиљевић (1932 — 2009) била је редовни професор ФМУ у Београду. Рођена је 1932. године у Скопљу, а одрасла и школовала се у Београду. Дипломирала 1954, а докторирала 1986. године с темом „Проблеми музичке културе и образовања од Миловука до Мокрањца“. 
Истраживање историје српске музичке педагогије започела је седамдесетих година, пре свега морфолошком анализом музичке педагошке литературе од средине XIX века до Првог светског рата. Научним истраживањем утрла је пут прожимању тоналних основа српске народне музике, према методи свога оца Миодрага А. Васиљевића, са модерним токовима универзалне педагогије солфеђа романске школе.
Објавила је тридесетак књига, између осталих: Теорија ритма са гледишта музичке писмености (1985), Мелодика (1996, 4. издање), Методика солфеђа (четири књиге, од 1978. до 1991), Музички буквар (1991), Солфеђо – ритам I, II, III (1982, 11 издања), Српско музичко благо I (1996) итд. Сарађивала је у многим часописима: „Звук“, „Pro musica“, „Нови звуци“, „Развитак“, „Расковник“, „Народно стваралаштво – фолклор“...